# ゾルト・エルデイ
ゾルト・エルデイ（Zsolt Erdei, 1974年5月31日 - ）は、ハンガリーの元男子プロボクサー。ブダペスト出身。元WBO世界ライトヘビー級王者。元WBC世界クルーザー級王者。世界2階級制覇王者。「Firebird（ファイヤーバード）」の異名を持つ。エルデイ・ジョルトと表記されることもある。
2000年に2000年シドニーオリンピックのボクシング競技ではミドル級のハンガリー代表として出場している。オリンピック出場後プロに転向し無敗でチャンピオンになった。現役時代はウニベルズム所属。

## 来歴

### アマチュア時代
早くからボクシングを始め、アマチュアボクシングで頭角を現した。1997年にはハンガリーのアマチュアチャンピオンになり、1998年と2000年にはヨーロッパのアマチュアチャンピオンになっている。2000年シドニーオリンピックでは銅メダルを獲得した。アマチュアの戦績は212勝20敗。

### プロボクサー時代
オリンピック出場後、プロボクシングの盛んなドイツに移住し2000年12月5日、プロデビューを果たした。
2002年10月5日、空位のWBOインターコンチネンタルライトヘビー級タイトルを獲得した。同タイトルを4度防衛した。
2004年1月17日、WBO世界ライトヘビー級フリオ・セサール・ゴンザレスを12回判定勝ちで王座獲得に成功した。
2009年1月10日、ユーリ・バラシアンと防衛戦で対戦予定だったが、バラシアンが体重超過でエルデイのみにタイトルがかけられる変則タイトルマッチとなった。試合は3-0の判定勝ち。同王座は11月に返上。
2009年11月21日、階級を上げWBC世界クルーザー級王者ジャコーベ・フラゴメーニに挑戦し、2-1の判定勝ちで2階級制覇に成功した。
2010年1月22日、同王座を返上した。
2013年3月30日、モナコでデニス・グラチェフと対戦し10回1-2の判定負け。プロ入り初黒星を喫した。
2014年3月8日、1年ぶりの試合。復帰戦を10回判定勝利。この試合以降、試合を行っていない。

## 獲得タイトル
- シドニーオリンピックミドル級銅メダル
- WBOインターコンチネンタルライトヘビー級王座
- WBO世界ライトヘビー級王座（防衛11度）
- WBC世界クルーザー級王座（防衛0度）